# Oskar-von-Miller-Schule Kassel
Die Oskar-von-Miller-Schule (kurz: OvM) ist eine Berufsschule in Trägerschaft der Stadt Kassel. Die Schule ist eine rechtlich selbstständige berufliche Schule (RSBS), rechtsfähige Anstalt des öffentlichen Rechts (AÖR). Sie ist nach dem Begründer des Deutschen Museums benannt.

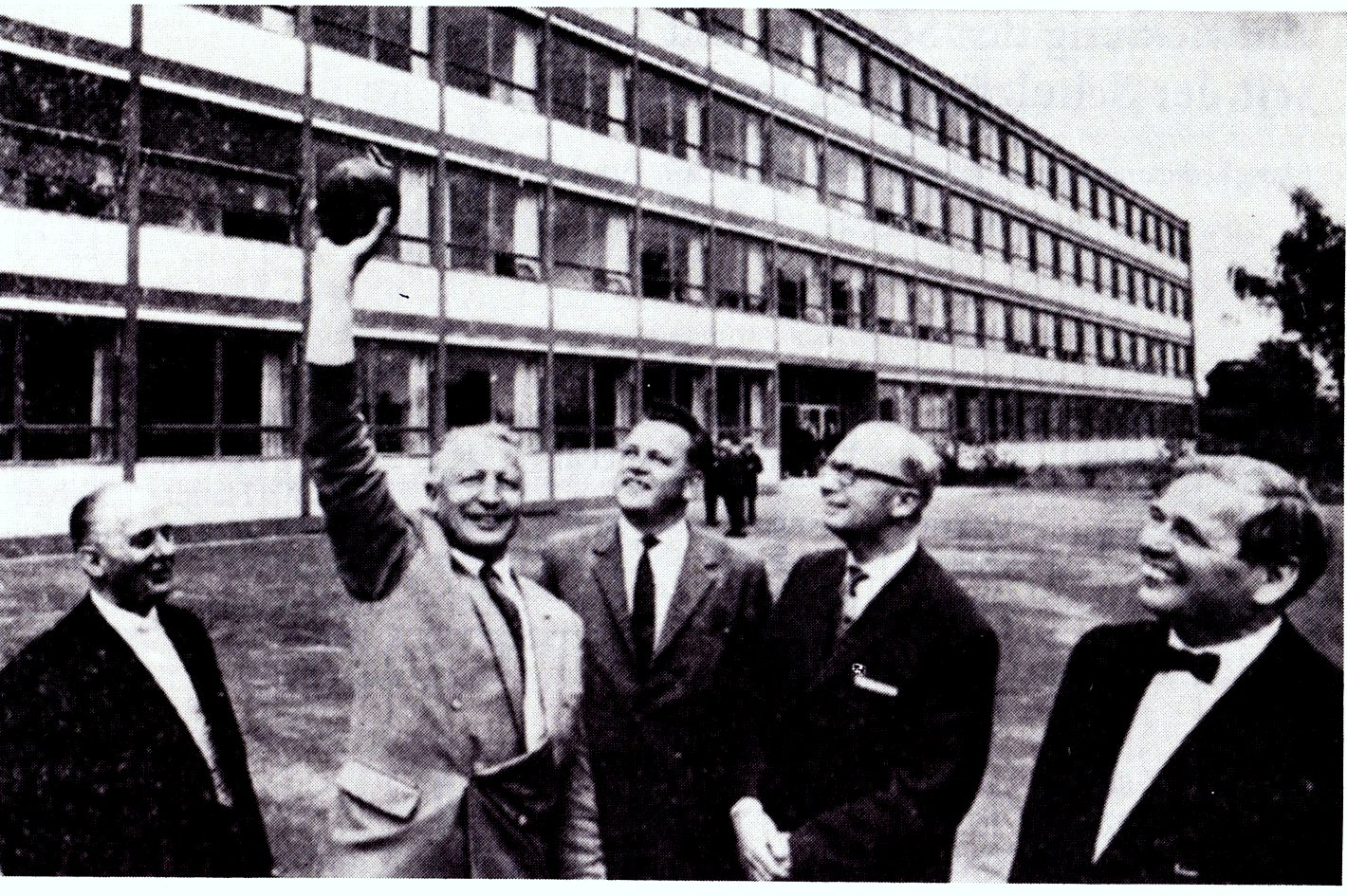
Eine Kanone aus alter Zeit überreichte Baudirektor Noll (2.v.l.) 1962 bei der Einweihung dem Berufsschuldirektor Michel (l.). Die Kugel wurde bei den Erdbauarbeiten auf dem Baugelände der Schule gefunden.

## Geschichte
Die Schule entstand im Jahr 1962 aus der Teilung der Max-Eyth-Schule und firmierte zunächst als Berufsschule für Elektrotechnik. Schulstandort war zunächst die Wimmelstraße in Kassel. Nach der Einweihung des ersten Bauabschnittes im Jahr 1964 wurde der heutige Schulstandort an der Weserstraße auf dem ehemaligen Gelände des Klosters Ahnaberg bezogen.
Den Namen Oskar-von-Miller-Schule erhielt sie im April 1969. Gewählt wurde der Name, weil er allen Berufsgruppen, die damals dort ausgebildet wurden, gerecht wurde. Die Familie des Namensgebers stimmte dem Antrag des damaligen Schulleiters Günter Ehrlich zu und schenkte der Schule ein Bild des Vaters mit dem Ausspruch „Das Wohl der Menschheit ist der Sinn der Technik“. Dieses Motto begleitet sie seither und findet in den Dokumenten der Schulentwicklung und den pädagogischen Konzepten seine Bedeutung und Ausprägung. Die Schule war die erste Berufsschule, die den Namen Oskar von Miller tragen durfte.
Die Schülerzahlen haben sich seit 1962 kaum verändert. Waren es damals 2068 Schülerinnen und Schüler, so waren es mit leichten Schwankungen immer um die 2100. Die Oskar-von-Miller-Schule spannt mit ihren Bildungsangeboten den Bogen von der Berufsvorbereitung mit Elementen der beruflichen Grundbildung, über die duale Berufsausbildung bis hin zur beruflichen Weiterbildung in der Technikerschule.
Im Februar 2011 wurden die jahrzehntelangen Sanierungsarbeiten an dem Schulgebäude aus den 1960er-Jahren vorerst abgeschlossen. Das neue pädagogische Modell mit einer völlig neuen Lehr- und Lernkultur hatte auch Auswirkungen auch auf die Architektur. Statt der alten Klassenräume gibt es jetzt auf jeder Etage des Hauptgebäudes je einen großen sogenannten Max-Raum, wo auf einer Ebene 60 bis 80 Schüler gleichzeitig lernen können.
Das Hessische Kultusministerium zertifizierte die Schule 2012 als „Selbstständige Berufliche Schule (SBS)“.
Am 19. Mai 2014 fasste die Stadtverordnetenversammlung der Stadt Kassel den Beschluss, die Schule mit Wirkung zum 1. Januar 2015 in eine rechtlich selbstständige berufliche Schule (RSBS) umzuwandeln. Das Hessische Schulrecht ermöglicht diese Umwandlung gemäß § 127 e des Hessischen Schulgesetzes (HSchG). Die Schule kann damit eigenverantwortlich über freie Personalmittel verfügen, Personal für erweiterte pädagogische Aufgaben einstellen oder auch Verträge für schulische Assistenzkräfte abschließen. Die Oskar-von-Miller-Schule ist eine der ersten Schulen in Hessen und die erste in Kassel, die in dieser Rechtsform geführt wird.

## Neue Lehr- und Lernkultur
Von 2005 bis 2011 beteiligte sich die Oskar-von-Miller-Schule am Modellversuch „Selbstverantwortung Plus“ des Hessischen Kultusministeriums, das der Schule größere Gestaltungsspielräume ermöglichte und 2012 zur Zertifizierung als „Selbstständige Berufliche Schule (SBS)“ führte.
Damit einher ging ein völliger Umbruch in der Konzeption und Gestaltung des Unterrichts, um das selbständige Lernen der Schüler zu fördern und sie dabei individuell zu unterstützen. In einem zweiten Schritt kamen digitale Medien hinzu, die mittlerweile ganz selbstverständlich in den Lernalltag integriert sind. Die neue Unterrichtsform findet mittlerweile internationales Interesse und wurde von Schülern und Lehrern auf der re:publica 2014 vorgestellt.

## Schulformen
- Zweijährige Fachschule für Technik

Abschluss: Staatlich geprüfter Techniker, Schwerpunkte Computersysteme und Netzwerktechnik, Energietechnik und Prozessautomatisierung, Gebäudesystemtechnik, Technische Betriebswirtschaft (Aufbauqualifikation)
- Berufsschule

Elektrotechnik
Fachkraft für Schutz und Sicherheit
Fachkraft für Veranstaltungstechnik
Informationstechnik
Fahrzeugtechnik
Anlagen- und Versorgungstechnik
- Zweijährige Höhere Berufsfachschule

Abschluss: Staatlich geprüfter Assistent
Fachrichtung Informationsverarbeitung – Schwerpunkt Technik
- Zweijährige Berufsfachschule

Fachrichtung Technik
Abschluss: Mittlerer Bildungsabschluss mit den Schwerpunkten Elektrotechnik, Mechatronik, Fahrzeugtechnik und Metalltechnik
- Bildungsgänge zur Berufsvorbereitung

Förderprogramm PuSch – Praxis und Schule
Berufsvorbereitende Bildungsmaßnahmen für Jugendliche und Erwachsene

## Auszeichnungen
- 2013: „Beste Berufsschule“, Branchenaward der Ausbildungsmagazine Autofachmann und Autokaufmann[15]
- 2008: Innovationspreis für berufliche Schulen für das Lernmanagementsystem „OskarSiL“[16][17]
- 2007: Förderprogramm „IdeenMacher“ der ThyssenKrupp AG und der WAZ für das Schülerprojekt „Ferngesteuertes Solarauto“[18][19]

## Partnerschulen
Die Oskar-von-Miller-Schule unterhält Partnerschaften zu folgenden Schulen:
- Bursa Otomotiv Endüstrisi İhracatçıları Birliği Teknik ve Endüstri Meslek Lisesi[20]